# Wiktor Kotowski
Wiktor Kotowski herbu Trzaska – szambelan Stanisława Augusta Poniatowskiego, deputat na Trybunał Główny Koronny w Lublinie w 1794 roku, asesor w Dyrekcji Biletów Skarbowych w insurekcji kościuszkowskiej.
20 sierpnia 1792 roku złożył akces i wykonał przysięgę konfederacji targowickiej.